# 왓칭
"왓칭"은 2019년에 개봉한 대한민국의 영화이다.

## 캐스팅
- 강예원 : 영우 역
- 이학주 : 준호 역
- 주석태 : 최 실장 역
- 임지현 : 민희 역
- 김노진 : 미숙 역
- 이은희 : 박 순경 역
- 김나은 : 재인 역
- 어성욱 : 제과점장 역
- 이주형 : 제과점직원 역
- 이혜숙 : 재인 이모 역
- 한성관 : 커플남 역
- 정지민 : 커플녀 역
- 동방우 : 1층경비 역 (특별출연)
- 민경진 : 민 경사 역 (특별출연)
- 조달환 : 취객 / 회장 역 (특별출연)

## 같이 보기
- 2019년 대한민국의 영화 목록